# Années 1700
Les années 1700 couvrent la période de 1700 à 1709.

## Événements
- Vers 1700-1725 : règne de Ntare Ier, roi du Burundi[1].
- 1700 : une communauté d'Orthodoxes vieux-croyants s’installe près d’Olonets[2].
- 1700-1721 : grande guerre du Nord[3].
- 1701 : essor d’Asante (Côte de l'Or) après la bataille de Feyiase[4].
- 1701-1714 : la guerre de Succession d'Espagne oppose la France et l'Espagne aux autres puissances européennes coalisées[5].
- 1702-1704 : guerre des Camisards[6].
- 1703 : après la construction de Saint-Pétersbourg, Pierre le Grand convainc le géographe russe Vassili Tatichtchev de placer désormais la limite de l'Europe sur l'Oural alors que sur les cartes médiévales, c'était le Tanaïs (Don) qui limitait le sous-continent où la Russie était exclue[7].

- 1704 : le gouvernement de l’Irak ottoman passe aux Mamelouks de Bagdad (fin en 1831)[8].
- Après 1704 : multiplication des soulèvements paysans contre l’impôt au Japon[9]. Durement réprimés, ces mouvements empirent au cours du XVIIIe siècle jusqu’à devenir endémiques.
- 1705 : l'astronome britannique Edmund Halley publie Astronomiae cometicae synopsis (Synopsis de l’astronomie des comètes), les résultats de son étude de la trajectoire des comètes appuyée sur les travaux de Kepler et de Newton. Il prévoit pour 1758 le retour de la comète observée en 1531, 1607, et 1682[10].
- 1705-1711 : règne de Joseph Ier, empereur romain germanique[11].
- 1707 : acte d'Union. Création du Royaume-Uni[12].
- 1707-1709 : guerre des Emboabas. Guerre civile au Brésil entre les bandeirantes paulistes et les emboabas, nouveaux venus attirés par l’or du Minas Gerais[13].
- Reprise de l’activité de l’Inquisition au Portugal. Plus cent personnes sont brûlées vives pendant la première décennie du XVIIIe siècle[14]. De nombreux conversos fuient vers la France, l’Angleterre, Amsterdam et les Amériques.

## Personnages significatifs
- Aurangzeb
- Frédéric Ier
- Louis XIV